# 長生炭鉱水没事故
長生炭鉱水没事故（ちょうせいたんこうすいぼつじこ）は、1942年2月3日、山口県の宇部炭鉱のひとつ長生炭鉱で発生した鉱山事故である。

## 概要
現場は1932年に本格操業が開始された海底炭鉱。この日の午前6時頃、陸上の坑口から約1.1キロメートル沖合に位置する海底坑道の天盤（天井）が崩落した。これにより坑内にいた朝鮮半島出身者136人、日本列島出身者47人、合わせて183人が生き埋めになった。犠牲者の人数は長生炭鉱付近にある西光寺の位牌にある名前と、福岡県にある殉職産業名簿に記載された名前が一致した事によって判明した。負傷者・生存者についての記録は殆ど残されてないが、坑内外で約1000人が連日働いていたとされる。
この事故の原因は海底から近すぎる距離での採掘であった。本来、海底炭鉱は浅瀬で採掘する場合、海底から深さ47m以上の部分で採掘する必要があったが、長生炭鉱では最深部が37mという違法状態で運営されていた。これに太平洋戦争による石炭の増産が急務となったことも重なり、無理な採掘を続けたことで事故が発生した。
事故当日は坑口で女子供が泣き叫んでいたが、間もなく憲兵隊によって坑口は封鎖された。
1945年、長生炭鉱は閉山となった。同じく宇部炭鉱による1915年東見初炭鉱の死者235人に次ぐ犠牲者が生じたにもかかわらず、太平洋戦争開戦間もなくであったため情報統制がなされ、取り上げられることはなかった。
1982年4月17日、自治会長など地域の有力者により「長生炭鉱殉難者之碑」が建立された。
1991年1月、市民団体「長生炭鉱の“水非常”を歴史に刻む会」が発足。同時期に朝鮮人犠牲者の名簿が発見され、40年以上の月日を経て初めて朝鮮人遺族に訃報が届けられる事となった。1992年以降の追悼集会は、韓国から犠牲者の遺族を招いて実施される事になった。
1994年、芝憲子 詩、池辺晋一郎作曲で、この事故を扱った女声合唱組曲「海の墓標」が発表された。
2013年2月、「刻む会」により「長生炭鉱水没事故犠牲者追悼碑」竣工。
2007年1月、大韓民国国務総理所属の日帝強占下強制動員被害真相糾明委員会は、『日本の長生炭鉱水没事故に関する真相調査』をとりまとめた。
2023年4月以降、参議院の委員会質疑や質問主意書で、複数回にわたって遺骨返還問題が取り上げられた。
2024年10月にクラウドファンディングによる資金で抗口が発掘され、ダイバーによる潜入調査も実施された。内部は濁った水と泥、破損したパイプ類などで遮られ、遺骨発見には至っていない。福岡資麿厚生労働大臣は「海底の坑道内が水没し、遺骨の具体的な所在が特定できないほか、日本人の遺骨と混在しており返還が難しいこと、安全性が確認できていないことなどを考慮すると、国による実地調査や民間調査への協力は現時点では考えていない」とコメントし、これに対して市民団体は「非常に残念」としつつ、今後も活動を続けて国に協力を求めたいと話した。